# Polygala franchetii
Polygala franchetii är en jungfrulinsväxtart som beskrevs av Chod.. Polygala franchetii ingår i släktet jungfrulinssläktet, och familjen jungfrulinsväxter. Inga underarter finns listade i Catalogue of Life.